# Escondido (Kalifornien)
|  | Dieser Artikel wurde aufgrund von inhaltlichen Mängeln auf der Qualitätssicherungsseite des Projektes USA eingetragen. Hilf mit, die Qualität dieses Artikels auf ein akzeptables Niveau zu bringen, und beteilige dich an der Diskussion! Eine nähere Beschreibung der zu behebenden Mängel fehlt. |

Escondido ist eine Stadt im San Diego County im US-Bundesstaat Kalifornien und liegt unweit der Pazifikküste. Gemäß dem Zensus von 2020 hat sie 151.038 Einwohner.
Der spanische Ortsname bedeutet „abgelegen“, sowie im weiteren Sinne auch „geheim, verborgen“.

## Geographie

### Geografische Lage
Escondido liegt auf den geografischen Koordinaten 33°7'29" Nord, 117°4'51" West. 
Das Stadtgebiet umfasst ca. 95,8 km², welches zu ca. 99,5 % aus Landfläche besteht, und befindet sich an der Interstate 15 sowie der California State Route 78.

### Klima
|                       | Jan  | Feb  | Mär  | Apr  | Mai  | Jun  | Jul  | Aug  | Sep  | Okt  | Nov  | Dez  |   |       |
| Mittl. Tagesmax. (°C) | 20,3 | 20,8 | 21,3 | 23,8 | 25,3 | 28,7 | 31,4 | 31,7 | 30,5 | 27,2 | 23,3 | 20,7 | ⌀ | 25,4  |
| Mittl. Tagesmin. (°C) | 5,8  | 6,9  | 8,2  | 9,9  | 12,4 | 14,4 | 16,4 | 17,3 | 16,2 | 12,7 | 7,9  | 5,3  | ⌀ | 11,1  |
|                       |      |      |      |      |      |      |      |      |      |      |      |      |   |       |
| Niederschlag (mm)     | 85,6 | 80,3 | 83,8 | 26,4 | 6,9  | 2,8  | 1,8  | 0,5  | 5,6  | 11,2 | 33,5 | 45,2 | Σ | 383,6 |

| 5,8 |

| 6,9 |

| 8,2 |

| 9,9 |

| 12,4 |

| 14,4 |

| 16,4 |

| 17,3 |

| 16,2 |

| 12,7 |

| 7,9 |

| 5,3 |

| 5,8 |

| 6,9 |

| 8,2 |

| 9,9 |

| 12,4 |

| 14,4 |

| 16,4 |

| 17,3 |

| 16,2 |

| 12,7 |

| 7,9 |

| 5,3 |

## Geschichte
Zur Zeit der europäischen Kolonisation war das Gebiet von Escondido von dem Stamm der Luiseño besiedelt. Ihre Zeltplätze und Dörfer lagen an einem Bachlauf. Sie nannten den Ort Mehel-om-pom-pavo.
Spanien kontrollierte das Land vom späten 18. Jahrhundert bis zum frühen 19. Jahrhundert und errichtete zahlreiche Missionen, um die Ureinwohner zu konvertieren und kontrollieren. Als Mexiko seine Unabhängigkeit erklärte, wurde das Gebiet in großflächige Ranchos aufgeteilt.
Im Jahr 1846 wurde im Zuge des Mexikanisch-Amerikanischen Kriegs südöstlich von Escondido die Schlacht von San Pasqual ausgetragen.

## Söhne und Töchter der Stadt
- Lester Bangs (1948–1982), Musikjournalist, Autor und Musiker
- Howard Brubeck (1916–1993), Komponist und Musikpädagoge
- Pete Coscarart (1913–2002), ehemaliger Spieler der Brooklyn Dodgers
- Gavvy Cravath (1881–1963), rechter Außenfeldspieler der Philadelphia Phillies
- Robert Crowe, Opernsänger (Countertenor, Sopran)
- Madison Cunningham (* 1996), Pop- und Folksängerin, Songschreiberin und Gitarristin
- Mike Hart (* 1951/52), Pokerspieler
- Brittany Hogan, ehemalige Miss California
- George Horine (1890–1948), Leichtathlet
- Randy Johnson (* 1956), ehemaliger Major-League-Spieler bei den Atlanta Braves
- Jovan Kirovski (* 1976), Fußballspieler
- Austin Ortega (* 1994), Eishockeyspieler
- Brian Simnjanovski (1981–2009), Fußball- und American-Football-Spieler
- Jon Paul Steuer (1984–2018), Filmschauspieler
- Randy Vasquez (* 1961), Schauspieler
- Andrea Zittel (* 1965), zeitgenössische Künstlerin